# Hadramawt (provins)
Hadramawt (arabiska: حضرموت), eller Hadhramaut, är den till ytan största provinsen i Jemen och ligger i landets östra del. Den administrativa huvudorten är al-Mukalla.
Provinsen har 1 028 556 invånare och en yta på 167 280 km².

## Distrikt
- al-Abr
- Amd
- Brom Mayfa
- Daw'an
- adh-Dhlia'ah
- ad-Dis
- Ghayl Ba Wazir
- Ghayl Bin Yamin
- Hagr as-Sai'ar
- Hajr
- Hidaybu
- Huraidhah
- al-Mukalla
- al-Mukalla City
- al-Qaf
- al-Qatn
- Qulensya wa Abd al-Kuri
- Rakhyah
- ar-Raydah wa Qusayar
- Rumah
- Sah
- as-Sawm
- Sayun
- Shibam
- ash-Shihr
- Tarim
- Thamud
- Wadi al-Ayn
- Yabuth
- Zamakh wa Manwakh